# Calmershuis
Het Calmershuis staat in Groningen en is een van de oudste stenen huizen van de stad, gebouwd rond 1250.
Het is genoemd naar burgemeester Barolt Calmar (of Barwoldi Calmers), die er in 1338 woonde. In 1465 duikt voor het eerst de naam 'Kalmershuis' op naar deze vroegstbekende bewoner. Eeuwenlang werd het huis bewoond door vooraanstaande families. Het staat aan de Oude Boteringestraat, op de hoek van de Broerstraat.

## Geschiedenis
Het huis dat nu bekendstaat als het Calmershuis wordt waarschijnlijk al genoemd in middeleeuwse bronnen. Het is zeer waarschijnlijk een van de panden die na de inname van de stad door de Ommelanden in 1338 van hun weergang ontdaan moeten worden. Ook in 1251 is er sprake van een huis dat wordt aangepakt terwijl twee jaar later sprake is van versterking van het Broerklooster met steenhuizen.

### Thomas van Seeratt
In de 18e eeuw bewoonde de Zweedse zeekapitein Thomas van Seeratt het Calmershuis. Nadat hij jaren kapitein was voor de WIC kamer Stad en Lande, werd hij in 1716 benoemd als hoofd van de provinciale waterstaat. De grote kerstvloed van 1717 was een belangrijke reden voor Seeratt om alle dijken om de provincie aan te willen pakken. Na enkele hervormingen in het provinciaal bestuur kreeg Seeratt hier eindelijk het recht toe en kon hij de provincie beschermen tegen de volgende vloed.

### Het Wolters-Noordhoff complex
In 1920 werd het Calmershuis verkocht aan uitgeverij Wolters en werd het uiteindelijk onderdeel van het Wolters-Noordhoffcomplex (WNC). Toen de uitgeverij was verhuisd kwam het gebouw na enige tijd in handen van een grote krakersbeweging.

### Open Universiteit
Na de ontruiming van het WNC werd besloten het pand niet te slopen. Het Calmershuis onderging een grote verbouwing, waarna in 1994 de Open Universiteit zich in het Calmershuis vestigde. Sinds begin 2020 is de Open Universiteit vertrokken uit het pand.

### Rijksuniversiteit Groningen
Sinds 2020 wordt het pand gebruikt door de Rijksuniversiteit Groningen. Zij gebruikt het voor colleges van de Faculteit Letteren en de Faculteit Rechtsgeleerdheid. Tevens is de Aletta Jacobs School of Public Health gevestigd in het pand.